# ديمتري بزولي
ديمتري بزولي (بالإيطالية: Dimitri Bisoli)‏ (25 مارس 1994 بكالياري في إيطاليا - ) هو لاعب كرة قدم إيطالي في مركز الدفاع. شارك مع منتخب إيطاليا تحت 17 سنة لكرة القدم. أما مع النوادي، فقد لعب مع Fidelis Andria 2018 ‏ ونادي براتو وSantarcangelo Calcio ‏.

## روابط خارجية
- ديمتري بزولي على موقع قاعدة بيانات كرة القدم.إي يو (الإنجليزية)
- ديمتري بزولي على موقع Soccerway.com (الإنجليزية)